# Радой Гердов
Радой Григоров Гердов е български художник карикатурист, живописец и музикант.

## Биография
Роден е в 1950 година в град Свети Врач, днес Сандански. Напуска родния град и се отдава на изкуството. Започва да рисува в 1967 година. Автор е на множество карикатури и става известен с карикатурите и живопистта си. Участва в множество изложби в България и чужбина. Носител е на национални и международни признания.
Умира в 2003 година.
Радой Гердов е първият санданчанин, увековечен с барелеф пред Дома на културата. Барелефът, посветен на Гердов, е открит на тържествена церемония от кмета на Сандански Кирил Котев на 25 ноември 2014 година.